# Rudolf Sandner (Fußballspieler)
Rudolf Sandner (* 25. Oktober 1958) ist ein ehemaliger deutscher Fußballspieler.

## Karriere
Rudolf Sandner spielte in der Saison 1979/80 mit dem FC Augsburg in der drittklassigen Bayernliga. Zum Saisonende stand Sandner mit seinen Mannschaftskollegen auf dem ersten Platz, somit wurde die Meisterschaft und der Aufstieg in die 2. Bundesliga gefeiert. In der anschließenden Deutschen-Amateurmeisterschaft zog Sandner mit dem FCA ins Finale ein, das 2:1 gegen VfB Stuttgart Amateure verloren wurde. In der folgenden Zweitligasaison 1980/81 folgte der sofortige Wiederabstieg, als Tabellenachtzehnter der Südstaffel. Sandner wurde in 31 Spielen eingesetzt und erzielte ein Tor. Er blieb durch seinen Wechsel zu Kickers Offenbach in der zweiten Liga. Sandner gehörte direkt in seiner ersten Saison zum Stammpersonal, zum Ende der Saison 1981/82, es war das erste Jahr der eingleisigen 2. Bundesliga, stand Sandner mit den Kickers hinter Schalke 04 und Hertha BSC auf Platz drei. Es folgten zwei Relegationsspiele gegen den 16. der Bundesliga Bayer 04 Leverkusen. Beide Spiele gingen verloren (0:1 und 2:1), Sandner spielte im Rückspiel über neunzig Minuten, somit wurde der Aufstieg knapp verpasst. Was in der Vorsaison nicht glückte, schafften Sandner und seine Mannschaftskollegen dann in der Saison 1981/82. Unter Trainer Lothar Buchmann wurde Rang zwei erzielt, somit war der Aufstieg perfekt. Es folgte für Sandner seine erste Bundesligasaison, er spielte 26-mal und erzielte einen Treffer. Die Kickers wurden 17. und stiegen ab. Sandner spielte eine weitere Saison bei den Kickers, in der auch der Abstieg aus der zweiten Liga folgte.